# Cercophora muskokensis
Cercophora muskokensis är en svampart som tillhör divisionen sporsäcksvampar, och som först beskrevs av Roy Franklin Cain, och fick sitt nu gällande namn av Nils G. Lundqvist. Cercophora muskokensis ingår i släktet Cercophora, och familjen Lasiosphaeriaceae. Arten är reproducerande i Sverige.